# Стонски трибут
Стонски трибут, познат и као Стонски доходак, био је трибут који је Дубровачка република плаћала владарима Србије, а касније српским манастирима, на име куповине полуострва Стон (данас Пељешац) од Србије и њеног краља Душана..
Српски краљ Стефан Душан и босански бан Стефан II су 1333. године водили рат за контролу над Захумљем, одлучили су да одустану од Стона и полуострва Пељешац у замјену за годишњу исплату од 500 перпера и једном и другом владару.
Српски краљ Душан је 1350. године уступио приход манастиру Светог архангела Михаила и Гаврила, који су водили Срби у Јерусалиму. Трибут су наставили плаћати босанским бановима и краљевима све до османског освајања 1463; краљица Катарина је у егзилу потражила плаћање, али је то одбила дубровачка влада. Јерусалимски манастир је убрзо био затворен, а српска принцеза Мара успјела је прењети доходак на светогорске манастире Хиландар и Свети Павле уз подршку њеног пасторка Мехмеда Освајача. Марина нећакиња и насљедница Марија оспоравала је право манастира и тражила је да се доходак плаћа њој све до своје смрти око 1500. године. Након тога, интервенцијм Ахмед-паше Херцеговића поријеклом из Босне, доходак је редовно исплаћиван манастирима све док Дубровачку републику није анектирало Прво француско царство 1808. године.